# Oveng (Litoral)
Oveng ist eine Siedlung im Norden der Provinz Litoral in Äquatorialguinea. Sie liegt an einer wichtigen West-Ost-Verbindung, etwa 24 km östlich von Bata.

## Geographie
Der Ort liegt zwischen Monte Bata und Machinda in der Küstenebene.

## Klima
Nach dem Köppen-Geiger-System zeichnet sich Oveng durch ein tropisches Klima mit der Kurzbezeichnung Am aus.